# Ampithoe pollex
Ampithoe pollex är en kräftdjursart. Ampithoe pollex ingår i släktet Ampithoe och familjen Ampithoidae. Inga underarter finns listade i Catalogue of Life.